# Dagashi Kashi
Dagashi Kashi (だがしかし Dulce bocadillo?) es una serie de manga escrita e ilustrada por Kotoyama. Ha sido serializada en la revista Shūkan Shōnen Sunday de Shōgakukan desde junio del 2014 y se compiló en once volúmenes tankōbon. Una adaptación a novela ligera titulada Dagashi Kashi: Mō Hitotsu no Natsu Yasumi, escrita e ilustrada por Manta Aisora, publicado en un solo volumen por Shogakukan el 18 de diciembre de 2015 bajo su imprenta Gagaga Bunko. Una adaptación a anime por Feel se emitió entre el 7 de enero y el 31 de marzo de 2016. Una segunda temporada producida por Tezuka Productions se emite desde el 12 de enero de 2018. "Dagashi Kashi" significa "Dulce bocadillo", pero si se lee "Daga Shikashi", también puede significar "sin embargo".

## Argumento
El padre de Kokonotsu Shikada posee una tienda de dulces en una zona rural, y su plan es que sea su hijo quien se encargue del negocio familiar algún día. Sin embargo, lo que Kokonotsu quiere realmente es ser autor de manga. Un día de verano aparece en la tienda Hotaru Shidare, una preciosa pero rarita chica que pertenece a una famosa cadena de tiendas de dulces. Al haber escuchado de la fama del padre del protagonista, quiere que su local se una a la compañía de su familia. El padre sin embargo le dice que solo aceptará la oferta si convence a su hijo de que herede el negocio en el futuro.

## Personajes
Kokonotsu Shikada (鹿田 ココノツ Shikada Kokonotsu?)
Seiyū: Atsushi Abe
El protagonista. Kokonotsu y su padre de Yō viven en un pueblo rural donde se establece una pequeña tienda de dulces. Él aspira a ser un artista de manga, una ambición que lo enfrenta con su padre, quien quiere que él herede la tienda que ha sido dirigido por su familia durante ocho generaciones. Kokonotsu constantemente se encuentra al manejo de la caja registradora, más a menudo, que no es más, un resultado del engaño de su padre. Después de la llegada de Hotaru, él también tiene que lidiar con sus travesuras. Kokonotsu es apodado Coconuts (ココナッツ Kokonatsu?, lit cocos), por sus amigos, mientras que su verdadero nombre "Kokonotsu" es un juego de palabras de contador de palabras en japonés significa "nueve".
Hotaru Shidare (枝垂 ほたる Shidare Hotaru?)
Seiyū: Ayana Taketatsu
Una chica atractiva y excéntrica que es muy apasionada acerca de dulces y aperitivos. Su padre es dueño de una famosa compañía de aperitivos y vino a la tienda Shikada para reclutar a Yō. Pero no piensa salir del negocio si su hijo no está dispuesto a sucederle como el tendero de Shikada, que acata rápidamente a un acuerdo con él: ella va a convencer a Kokonotsu para hacerse cargo de la tienda a cambio de su empleo. A partir de entonces se trata de persuadir a Kokonotsu haciendo uso de muchas maneras diferentes, tales como juegos, cuentos y adivinanzas.
Saya Endō (遠藤 サヤ Endō Saya?)
Seiyū: Manami Numakura
Compañera y amiga de la infancia de Kokonotsu que dirige un café cercano. Ella se siente atraída hacia Kokonotsu desde hace mucho tiempo. Al principio alarmada por la presencia de Hotaru, rápidamente se hace amiga de ella por sus objetivos alineados: Hotaru desea que Kokonotsu que ejecute la tienda mientras ella la quiere mantener en su estancia en la ciudad. Saya tiene un talento oculto de dominio de los juguetes. En un momento ella vence a una bien preparada Hotaru en un juego de Menko, un evento que se lleva a Hotaru para iniciar dirigiéndose a ella con el sufijo -shi (-師?), una designación anticuada utilizado por los discípulos de sus amos.
Ella es la hermana gemela más joven de Tō.
Tō Endō (遠藤 豆 Endou Tou?)
Seiyū: Tatsuhisa Suzuki
El hermano gemelo mayor de Saya y un buen amigo de Kokonotsu. Una persona relajada que por lo general lleva camisa hawaiana y gafas de sol. Él y Saya dirigen un café llamado "Café Endo".
Yō Shikada (鹿田 ヨウ Shikada Yō?)
Seiyū: Keiji Fujiwara
El padre de Kokonotsu, así como el actual propietario de la tienda Shikada. Él está desesperado por hacer que su hijo sea cabeza de la tienda, así, su legado continuará. Está de acuerdo en negociación de Hotaru que si ella puede convencer a su hijo para ser el próximo jefe de su tienda, se convertiría en parte de la compañía de Hotaru. Su primer nombre de "Yō" es el método Kun'yomi de pronunciar el kanji de ocho (八?) .

## Media

### Manga

#### Volúmenes
| Núm. | Fecha de publicación     | ISBN                                                             |
| ---- | ------------------------ | ---------------------------------------------------------------- |
| 1    | 23 de septiembre de 2014 | ISBN 978-4-09-125125-1                                           |
| 2    | 23 de marzo de 2015      | ISBN 978-4-09-125399-6                                           |
| 3    | 21 de octubre de 2015    | ISBN 978-4-09-126210-3                                           |
| 4    | 23 de diciembre de 2015  | ISBN 978-4-09-126570-8 ISBN 978-4-09-159222-4 (edición especial) |
| 5    | 23 de mayo de 2016       | ISBN 978-4-09-127160-0 ISBN 978-4-09-159231-6 (edición especial) |

### Novela ligera

#### Lista de volúmenes
| Núm. | Fecha de publicación    | ISBN                   |
| ---- | ----------------------- | ---------------------- |
| 1    | 18 de diciembre de 2015 | ISBN 978-4-09-451585-5 |

### Anime

#### Lista de episodios
| Núm. | Título | Fecha de emisión      |
| ---- | --- | --------------------- |
| 1    | "Umaibō, frituras y.../ Dulces de café con leche, donas jóvenes y..." "Umaibō to potefu to... / Kōhī gyūnyū kyandī to yangu dōnatsu to..." (うまい棒とポテフと… / コーヒー牛乳キャンディとヤングドーナツと…)                                               | 7 de enero de 2016    |
| 2    | "Kinakobō, Ccrveza de Namaiki, y.../ Fue ramune, Menko y..." "Kinakobō to Namaiki bīru to... / Fue Ramune to Menko to..." (きなこ棒と生いきビールと… / 笛ラムネとめんこと…)                                                                                | 14 de enero de 2016   |
| 3    | "Butamen, Gelatina Kurukuru bō, y.../ Bontan'ame, Seven Neón, y..." "Butamen to kurukuru bō zerī to... / Bontan'ame to Sebun Neon to..." (ブタメンとくるくるぼーゼリーと… / ボンタンアメとセブンネオンと…)                                                 | 21 de enero de 2016   |
| 4    | "Fugashi, Fugashi, y... / Glico, Glico, y..." "Fugashi to fugashi to... / Guriko to Guriko to..." (ふがしとふがしと… / グリコとグリコと…) | 28 de enero de 2016   |
| 5    | "Botella de Ramune, Baby Star Ramen, y.../ Yattā men, ¡Vigila la Uva Podrida!, y..." "Binramune to bebī sutā rāmen to... / Yattā men to suppai budō ni goyōjin! to..." (ビンラムネとベビースターラーメンと… / ヤッターめんとすっぱいぶどうにご用心!と…)    | 4 de febrero de 2016  |
| 6    | "Super Himo Q, Ohajiki, y... a veces Makengumi/ Yoguret, Coco, y..." "Chō himo Q to ohajiki to... Tokidoki makengumi / Yōguretto to kokonatsu to..." (超ひもQとおはじきと…ときどきまけんグミ / ヨーグレットとココナツと…)                                  | 18 de febrero de 2016 |
| 7    | "Festival de Verano, Hotaru, y.../ Festival de Verano, Saya, y..." "Natsu matsuri to Hotaru to... / Natsu matsuri to Saya to..." (夏祭りとほたると…/夏祭りとサヤと…)                                                                                       | 25 de febrero de 2016 |
| 8    | "Super Aterradora Historia de Chicle, Tifón, y.../ Kendama, Chocolate que Cuenta la Fortuna, y..." "Chō kowai hanashi gamu to taifū to... / Kendama to puchipuchi uranai choko to..." (超怖い話ガムと台風と…／けん玉とプチプチ占いチョコと…)               | 3 de marzo de 2016    |
| 9    | "Watapachi, Chocolate de la Fortuna, y.../ Sakura Daikon, Helado de Huevo, y..." "Watapachi to un choko to... / Sakura daikon to tamago aisu to..." (わたパチとうんチョコと... /さくら大根と卵アイスと...)                                                 | 10 de marzo de 2016   |
| 10   | "¡Esos son Dulces Baratos!" "Dagashi janē ka!" (駄菓子じゃねえか！) | 17 de marzo de 2016   |
| 11   | "Refresco de Chicle, Yō, y.../ Miyako Konbu, Ramune, y..." "Kōragamu to you to... / Miyako Konbu to ramune to..." (コーラガムとヨウと... /都こんぶとラムネと...)                                                                                           | 24 de marzo de 2016   |
| 12   | "Taberundesu Hi, Sakuranbo no Uta, y... / Morinaga Milk Caramel, Sakuma Drops, y..." "Taberundesu hai to sakuranbo no uta to... / Miruku carameru to sakumashiki doroppu to..." (食べるんですHiとさくらんぼの詩と… /ミルクキャラメルとサクマ式ドロップと…) | 31 de marzo de 2016   |